# NK BSKビイェロ・ブルド
NK BSKビイェロ・ブルド（NK BSK Bijelo Brdo）は、クロアチアのオシエク＝バラニャ郡のビイェロ・ブルドをホームタウンとするサッカークラブである。

## 歴史
1935年にオシエク＝バラニャ郡のビイェロ・ブルドで創設された。第二次世界大戦までは周辺のチームと親善試合を行っていたが、1943年にクラブメンバーの大部分がファシズムに抵抗したパルチザンに参加した。1953年にクラブが登録され、同年11月12日に最初の公式戦が行われた。
2011-12シーズンにトレチャHNL・東地域で無敗優勝、2013-14シーズンにも優勝した。
2018年にドルガHNLに初昇格した。

## 獲得タイトル
- トレチャHNL：2回
  - 2011-12, 2013-14

## 歴代所属選手
- ボルナ・バリシッチ 2012-2013
- イヴァン・アレクシッチ 2020-